# 山崎宏
山崎宏（山崎 宏，1908年11月25日—2010年12月1日），日本籍在華醫生，出身於岡山縣真庭市。為二戰後留居中國日本人，中华人民共和国永久居民。
山崎宏应该是在1937年8月14日部队从天津塘沽登陆，到12月26日作为主力部队占领济南期间逃离的日本兵。 他本人是国际红十字会的会员，所以他要饭，一路从河北到河南再到山东。战争期间他在济南一家仓库做保管员。1945年战争结束后，他留在济南，自己开了一家诊所行医，山崎宏坚持周末为市民免费看病，以此做为日本对华侵略行为的忏悔。他在华行医长达70年，与一中国女性结婚并收养对方的孩子。　